# 南昌之星
南昌之星（なんしょうのほし）は中華人民共和国江西省南昌市にある中国で最大、世界では第3位の観覧車である。

## 概要
南昌之星は2006年5月に5700万人民元の建設費をかけて完成。高さは160mで、2008年3月1日にシンガポール・フライヤーが完成するまでは世界最大の観覧車であった。
観覧車は1周30分で料金は50元である。最大480名収容可能。